# Goniurosaurus kwanghua
Goniurosaurus kwanghua — вид геконоподібних ящірок родини еублефарових (Eublepharidae). Ендемік Китаю. Описаний у 2020 році.

## Поширення і екологія
Goniurosaurus kwanghua відомі з типової місцевості, розташованої в горах на заході острова Хайнань, на висоті 750 м над рівнем моря. Вони живуть у вологих тропічних лісах.